# Robert Fulton
Robert Fulton, född 14 november 1765 i Fulton Township (dåvarande Little Britain) i Lancaster County i Pennsylvania, död 24 februari 1815 i New York i New York, var en amerikansk ingenjör och uppfinnare.
Fulton var först porträttmålare i Philadelphia, varifrån han 1786 begav sig till England för att studera målarkonst. Efter någon tid började han ägna sig åt ingenjörvetenskap, i synnerhet ångmaskiner, och gjorde åtskilliga uppfinningar beträffande kanalbyggnad. Han gjorde 1793 en första plan att driva båtar med ånga. Efter 1797 fortsatte Fulton i Paris sina studier och experiment. Där gjorde han bland annat förslag till en undervattensbåt, kallad Nautilus, som var beväpnad med sprängkulor vilka han benämnde "torpedos". Förslaget erbjöds åt såväl franska som engelska regeringen, men avböjdes av dessa. Till och med den ångbåt, som han byggde och som 1803 med mycken framgång gjorde sin provtur på Seine, väckte föga uppseende bland parisarna.
Fulton, som ingått bolag med amerikanska sändebudet i Paris, flyttade 1806 till New York, där han 1807 byggde den första ångbåt, som kom till praktisk användning och gav någon avkastning. Denna ångbåt, Clermont, som var 42,67 m. lång och hade en maskin om 20 hästkrafter, seglade bland annat på Hudsonfloden mellan New York och Albany. Ångbåtsfarten i New York, på vilken Fulton först fick uteslutande privilegium, spred sig inom kort till de stora amerikanska floderna och påskyndade i hög grad kolonisationen och utvecklingen av de kringliggande staterna. Sitt sista verk, en stor ångfregatt med 30 kanoner av en egendomlig konstruktion, fick Fulton ej se fullbordat. Hans privilegium att i staten New York driva trafik med ångbåtar skaffade honom många processer, vilka alldeles utarmade honom. Kongressen utbetalade till hans efterlevande barn 76.400 dollar.

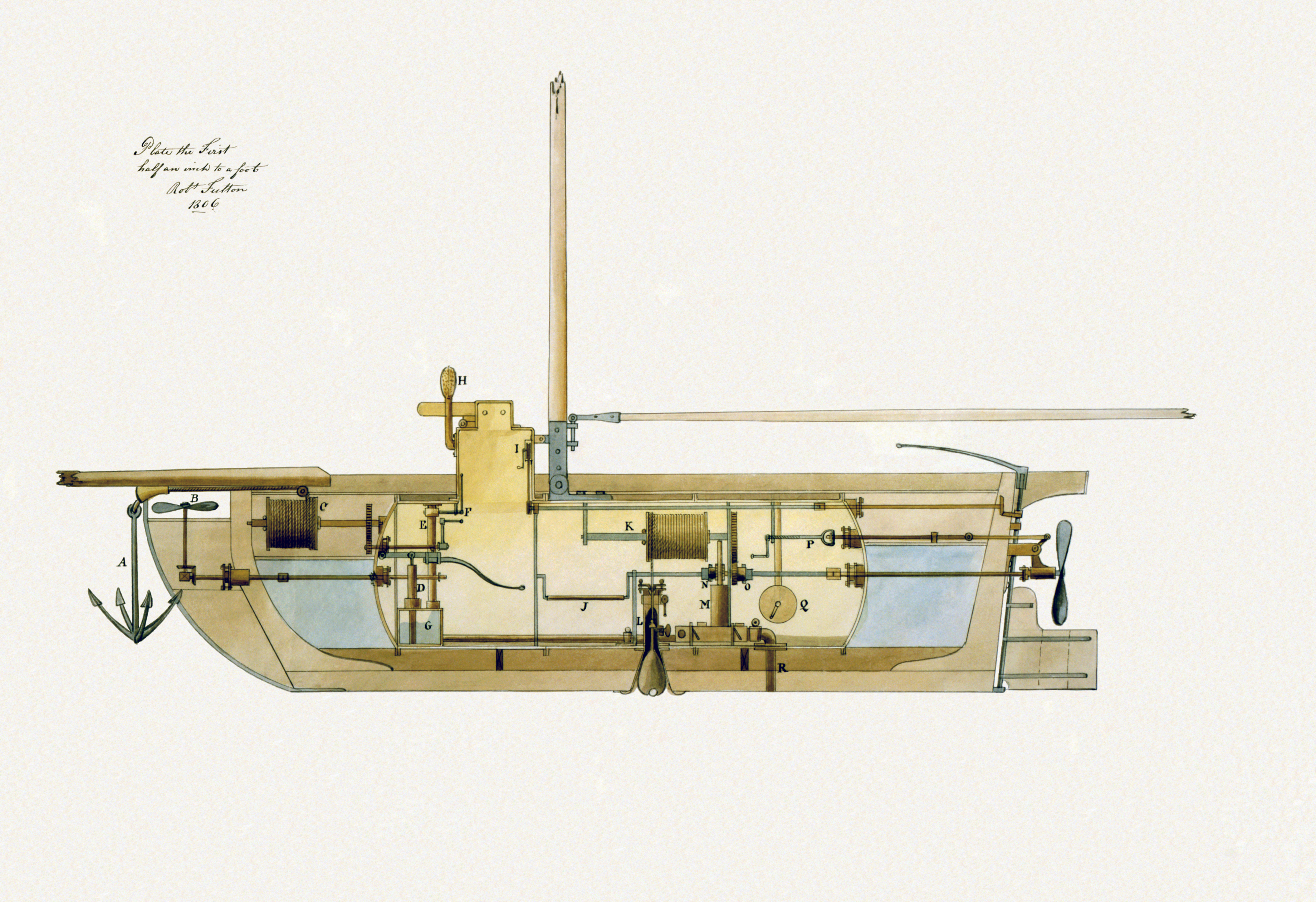
Ritning av Robert Fulton på en ubåt från 1806.
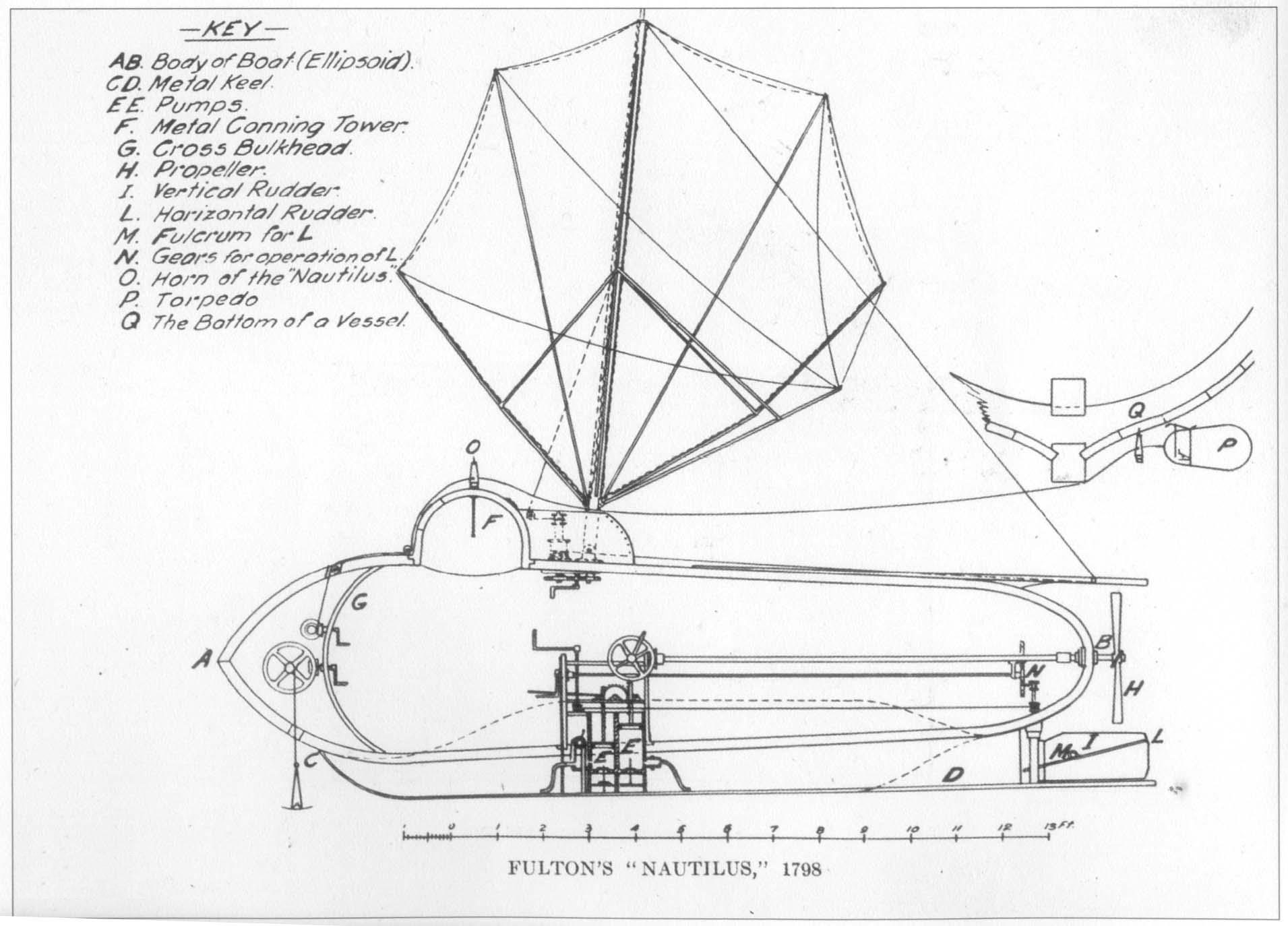
Ritning av Robert Fultons Nautilus från 1789.